# NGC 6247
NGC 6247 (również PGC 59023 lub UGC 10572) – galaktyka znajdująca się w gwiazdozbiorze Smoka. Odkrył ją Heinrich Louis d’Arrest 24 września 1862 roku. Jest zaliczana do radiogalaktyk.